# Шумиха (град)
Шумиха (на руски: Шумиха) е град в Русия, административен център на Шумихински район, Курганска област. Населението на града към 1 януари 2018 е 17 336 души.

## История
Селището е основано през 1892 година, през 1944 година получава статут на град.

## Население
| Година | Население |
| ------ | --------- |
| 1959   | 19 400    |
| 1970   | 20 600    |
| 1979   | 21 300    |
| 1989   | 22 000    |
| 2002   | 21 000    |
| 2010   | 18 700    |
| 2018   | 17 336    |